# Veronica Seton-Williams
Veronica Marjory Seton-Williams (* 20. April 1910; † 29. Mai 1992) war eine britisch-australische Archäologin, die Forschung in Ägypten und dem Nahen Osten betrieben hat. Sie studierte Geschichte und Politikwissenschaften an der University of Melbourne und Ägyptologie und prähistorische Geschichte am University College London.

## Biografie
Veronica Seton-Williams wurde 1910 als Tochter von Seton Gordon Nixon Williams (1856–1927), einem Anwalt, und Eliza Mary (Ellie) Staughton (1875–1947) in Melbourne, Australien geboren.
Veronica wurde zu Hause unterrichtet, bis sie 1925 anfing an der Clyde Girls Grammar School zur Schule zu gehen. 1934 erhielt sie ihren Bachelorabschluss von der University of Melbourne und zog nach England, um unter Mortimer Wheeler am Institute of Archaeology, University College London, zu studieren. Sie begann mit einem Ägyptologiestudium unter Professor Stephen Glanville, doch wechselte ihr Fach zu britischer Frühgeschichte. Sie schloss ihre Studien 1957 mit einem Doktortitel in Syrischer Archäologie ab. Während ihrer Studienzeit grub sie in Maiden Castle, Dorset (1934–1936) mit Mortimer Wheeler, in Sheikh es-Zuweid auf der Sinai-Halbinsel (1935–1936) mit Flinders Petrie, in Palästina und der Türkei (1936–1937) mit John Garstang, und in Tell el-Duweir (1937–1938). Zusätzlich arbeitete sie 1935 mit E. Cecil Curwen auf der Grabung von Whitehawk Camp in Brighton.
Während des Zweiten Weltkriegs arbeitete sie im Postal Censorship Department und im British Council's Ministry of Information.
1949 setzte Veronica die Arbeit John Garstangs an der Grabungsstätte Sakçe Gözü in der Türkei fort. 1956, 1960 und 1963 grub sie am Tel Rifa'at in Syrien. 1964 wurde sie zur Felddirektorin der Grabung der Egypt Exploration Society in Buto (1964–68) ernannt. Dort arbeitete sie mit Dorothy Charlesworth, die 1969 Felddirektorin wurde. Nach ihrer Zeit in Buto schrieb Veronica ausführliche Berichte.
Veronica unterrichtete ägyptische und mesopotamische Archäologie 25 Jahre lang an der University of London. In dieser Zeit arbeitete sie viel mit Joan du Plat Taylor und John Waechter an Projekten auf Zypern, in Syrien und der Türkei. Sie unterrichtete auch Ägyptologie am City Literary Institute. Veronica unterrichtete bis 1977.
Sie veröffentlichte auf Englisch und Französisch. Wichtige Veröffentlichungen sind z. B. Britain and the Arab states, Egyptian stories and Legends, a short history of Egypt.